# Mercedes-Benz ML 500
De Mercedes-Benz ML 500 is de krachtigste SUV van de M-Klasse van de Duitse automobielconstructeur Mercedes-Benz - uitgezonderd de ML 63 AMG.

## Prestaties
De auto gaat van 0 tot 100 km/h in 5,8 seconden (test door Autoreview: 6,2 seconden). Dit is verschrikkelijk snel voor een auto die volgens de constructeur meer dan 2,1 ton weegt, maar in de realiteit (test Autoreview: 2.320 kg) tot zelfs 2,5 ton kan wegen. Door het hoge gewicht en de grote V8 is het dan ook normaal dat het normverbruik 12,8 l/100 km bedraagt. De emissie is ook vrij hoog met een CO2-uitstoot van 304 g/km.

## Concurrentie
Binnen deze prestatieklasse van de SUV's is er zeer weinig tot geen concurrentie. De Audi Q7 4.2 is minder krachtig en explosief. De BMW X5 4.8i en de Porsche Cayenne GTS, Turbo en Turbo S zijn veruit de enige concurrenten. Aan dieselzijde zijn er de Volkswagen Touareg R50 of eventueel de V10 en de Audi Q7 V10.